# Oostersingel 21A (Assen)
Het woonhuis aan de Oostersingel 21A in de Nederlandse stad Assen is een monument.

## Beschrijving
Het huis werd in 1853 gebouwd aan de Oostersingel, recht tegenover de Kloosterstraat, en is verwant aan het Asser type, een benaming die in de stad wordt gegeven aan verdiepingsloze woonhuizen met een verhoogde middenpartij. In andere regio's wordt dit type ook wel middenganghuis genoemd. 
Het pand is opgetrokken in baksteen, heeft een geprofileerde daklijst en een met pannen gedekt schilddak. De symmetrische voorgevel is vijf traveeën breed, met een centrale entree en een verhoogde middenpartij met dakkapel.

## Waardering
Het pand is een gemeentelijk monument.